# Campoformido
Campoformido (star. Campoformio, furlansko Cjampfuarmit) je vas in občina z 7.867 prebivalci (september 2021) v avtonomni deželi Furlaniji - Julijski krajini v Furlanski nižini.

## Campoformijski mir
Občina je znana po tem, da je 17. oktobra 1797 dobila ime po pogodbi, s katero je Napoleon Bonaparte odstopil deželo Benečijo Avstriji, v zameno dobil Lombardijo in potrdil konec Beneške republike. Pogodbo so podpisali general Bonaparte in štirje predstavniki Habsburžanov v hiši Bertranda Del Torreja na današnjem Pogodbenem trgu (Piazza del Trattato, Place dal Tratât). Dogodek obeležujeta dve plošči, ena zunaj hiše, druga pa v njeni notranjosti, ki je še dolgo po Napoleonovem padcu ostala prekrita z apnom. Na istem trgu je tudi kopija kipa miru; izvirnik je bil pripeljan v Videm in se nahaja na Trgu svobode (Piazza Libertà).

## Naselja
V občini ležijo naselja:
- Campoformido / Cjampfuarmit
- Basaldella / Basandiele
- Bressa / Bresse